# Albert Harivel
Albert Harivel est un acteur français.

## Filmographie

### Télévision

#### Séries télévisées
- 1961-1968 : Le Théâtre de la jeunesse : La deuxième sentinelle
- 1964 : L'Abonné de la ligne U
- 1965-1977 : Les Cinq Dernières Minutes : Le rameur / Un agent / Le manutentionnaire
- 1967-1969 : En votre âme et conscience
- 1968 : Les Compagnons de Baal
- 1968-1977 : Les Enquêtes du commissaire Maigret : Le client #1/Un consommateur au cafe de l'hôtel
- 1971 : Les Nouvelles Aventures de Vidocq, épisode La Caisse de fer de Marcel Bluwal
- 1975 : La Mort d'un touriste : Le gardien
- 1977 : Commissaire Moulin

#### Téléfilms
- 1964 : La Confrontation : Un gardien du parloir
- 1967 : Souffle de minuit : Le client de la taverne #1
- 1968 : Bouclage : Le paysan
- 1972 : Paix à ses cendres : Le gardien
- 1973 : Le Machin
- 1974 : Beau-François : Un des braves gens